# Sh2-279
Sh2-279 هي منطقة هيدروجين II تقع في كوكبة الجبار، وهي تضم ثلاثة مجرات وهي: NGC 1973, NGC 1975 and NGC 1977.

## روابط خارجية
- Sh2-279 على موقع ويكي سكاي: DSS2, SDSS, GALEX, IRAS, Hydrogen α, X-Ray, Astrophoto, Sky Map, Articles and images